# Ambohimanga
Der Königshügel von Ambohimanga in der Provinz Antananarivo Avaradrano auf Madagaskar war bis 1794 Sitz der Könige der Merina und bis 1897 Grabstätte der Könige von Madagaskar. Er ist seit 2001 UNESCO-Weltkulturerbe.
Der Ort und der befestigte Palast (Rova) auf dem 1468 m hohen Hügel bestehen seit mindestens dem 15. Jahrhundert. Der größte Teil des Ausbaus zur Residenzstadt fand unter König Andriantsimitoviaminandriana (1740–45) statt. Die äußeren Fortifikationen wurden teilweise erst im 19. Jahrhundert erbaut, nachdem die Hauptstadt bereits nach Antananarivo verlegt worden war. Der oberste Teil des Hügels ist von Wald bedeckt, der die Rova schützen sollte. Erst in den unteren Bereichen wird auf Terrassen Landwirtschaft betrieben. Die Anlage umfasst zudem verschiedene Orte mit religiöser und politischer Bedeutung: den Gerichtsstuhl, eine Quelle, einen künstlichen See, königliche Bäume.
Die Sarkophage der Könige standen auf einem Gelände, das von einem rot-weißen Zaun umgeben war, in hölzernen Hütten inmitten des Palastgeländes. 1897 verlegten die französischen Eroberer in einem vergeblichen Versuch, die spirituelle Macht des Königreichs zu brechen, die Gräber nach Antananarivo und errichteten auf der Grabstätte Kasernen. Diese wurden jedoch bereits 1904 wieder restlos beseitigt.
Ambohimanga hat in den 500 Jahren seines Bestehens religiös und politisch eine zentrale Bedeutung für die Madagassen gewonnen. Es ist ein wichtiges Symbol für die nationale Identität und gleichzeitig eine heilige Stätte, die bis heute von Pilgern nicht nur aus Madagaskar besucht wird.